# Axel Sichrovsky
Axel Sichrovsky (* 1974 in Wien) ist ein österreichischer Schauspieler und Theaterregisseur.

## Leben

### Ausbildung und Theater
Sichrovsky studierte von 1995 bis 1999 Schauspiel an der Hochschule für Musik und Theater »Felix Mendelssohn-Bartholdy« in Leipzig. Außerdem absolvierte er eine Ausbildung zum Clown bei Philippe Gaulier in London. Anschließend war er von 1999 bis 2001 am Theater Augsburg engagiert, wo er unter anderem in Romeo und Julia (1999), in Die Geisel von Brendan Behan (2000) und als Che Guevara in dem Musical Evita (2001; Regie: Josef E. Köpplinger) auftrat.
Weitere Theaterengagements hatte er am Nationaltheater Weimar (2000; Titelrolle in Reineke Fuchs), am Staatstheater Kassel (2002–2004; unter anderem als Alwa in Lulu, William in Messer im Hennen von David Harrower und Salieri in Amadeus), am Theater Chemnitz (2004–2005; als Antonio in Maß für Maß und als Fiesco in Die Verschwörung des Fiesco zu Genua unter der Regie von Katja Paryla) und am Schauspiel Frankfurt (2006; in Hexenjagd).
Ab 2009 war er am Theater Heidelberg engagiert, zunächst als Gast, dann bis 2011 als festes Ensemblemitglied. Am Heidelberger Theater war er zunächst als Gast in Martin Nimz’ Inszenierungen Wallenstein (2009; als Octavio Piccolomini) und Alles ist erleuchtet von Jonathan Safran Foer zu sehen. Später spielte er als festes Ensemblemitglied in Schnee nach Orhan Pamuk (2011; als Sunai Zaim), in Gegen die Wand nach dem Film von Fatih Akin (2011) und die Titelrolle in Jakob der Lügner (2011).
2011 gastierte er am Badischen Staatstheater Karlsruhe als Rolf in Herzog Theodor von Gothland.
Ab der Spielzeit 2012/13 war Axel Sichrovsky festes Ensemblemitglied am Hans Otto Theater in Potsdam. Seine Rollen dort waren bisher unter anderem Peter Stockmann in Ein Volksfeind (Premiere: Oktober 2012; Regie: Markus Dietz), George in Von Mäusen und Menschen (Premiere: Januar 2013; Regie: Niklas Ritter), als Antonio in Torquato Tasso (Premiere: März 2013; Regie: Tina Engel) und Hortensio in Der Widerspenstigen Zähmung (Premiere: Juni 2013; Regie: Andreas Rehschuh).
Außerdem spielte er den Captain Beatty in Fahrenheit 451 (Premiere: Januar 2014; Regie: Niklas Ritter), den Maler Gysar in Komödie der Verführung (Premiere: Juni 2014; Regie: Tobias Wellemeyer), den Bühnenmanager Francis in La Cage aux Folles (Premiere: November 2014; Regie: Ulrich Wiggers), den Eisverkäufer René in Kruso von Lutz Seiler (Premiere: Januar 2015; Regie: Elias Perrig) und die Rollen Hierlinger Ferdinand/Conferencier in Geschichten aus dem Wiener Wald (Premiere: April 2015; Regie: Alexander Nerlich). In der Spielzeit 2015/16 übernahm er am Hans Otto Theater in Potsdam außerdem die Rolle des Theseus in einer Neuinszenierung der Shakespeare-Komödie Ein Sommernachtstraum (Premiere: Juni 2016, mit Rita Feldmeier als Hippolyta). Zum Ende der Spielzeit 2015/16 schied er aus dem festen Ensemble des Hans Otto Theaters aus, um sich zukünftig verstärkt seiner Tätigkeit als Regisseur zu widmen. Als Gast war er dort auch in der Spielzeit 2016/17 weiterhin engagiert, unter anderem für die Rollen Theseus (Ein Sommernachtstraum) und Francis (La Cage aux Folles).
Sichrovsky trat auch mit eigenen Theaterinszenierungen hervor. Am Anhaltischen Theater Dessau inszenierte er Der Kick von Andres Veiel, Helden wie wir von Thomas Brussig; außerdem Quartett von Heiner Müller (Premiere: Dezember 2013).

### Film und Fernsehen
Sichrovsky arbeitete auch für das Kino und das Fernsehen. Sein Kinodebüt hatte Sichrovsky, unter der Regie von Michael Haneke, als Wachmann in dessen Filmdrama 71 Fragmente einer Chronologie des Zufalls (1994). In dem Fernsehfilm Ich hab es nicht gewollt – Anatomie eines Mordfalls (2002) von Norbert Kückelmann spielte er, an der Seite von Franziska Walser, die männliche Hauptrolle; er verkörperte Armin Sperr, einen mutmaßlichen Mörder und Vergewaltiger, der in der Psychiatrie therapiert wird.
Für das Kino spielte er unter anderem die Nebenrolle des Hans in Palermo Shooting (2008) von Wim Wenders, einen General aus Essex in Anonymous (2011) von Roland Emmerich, einen SS-Mann in Hotel Lux von Leander Haußmann und als Ossi in Die Vaterlosen (2011) von Marie Kreutzer.
Im Tatort: … es wird Trauer sein und Schmerz (2009) spielte er eine Nebenrolle an der Seite von Maria Furtwängler. Er hatte außerdem Episodenrollen in den Fernsehserien Vier Frauen und ein Todesfall (2010; als Erwin Prinz, der Bruder eines getöteten Müllmanns Klaus Prinz), SOKO Wien (2013; als Andy Holzer, Sohn des ermordeten Gestütsbesitzers Fritz Holzer), SOKO Stuttgart (2014; als Malermeister und Ehemann Ole Birnbaum), SOKO Wismar (2014; als Architekt Werner Sonnenfroh) und SOKO Kitzbühel (2018; als Eventagentur-Mitarbeiter Fritz Kehl).
Sichrovsky lebt in Berlin.

## Filmografie (Auswahl)
- 1994: 71 Fragmente einer Chronologie des Zufalls
- 2001: Weihnachtsbier (Kurzfilm)
- 2002: Ich hab es nicht gewollt – Anatomie eines Mordfalls (Fernsehfilm)
- 2008: Palermo Shooting
- 2009: Tatort: … es wird Trauer sein und Schmerz (Fernsehreihe)
- 2010: Vier Frauen und ein Todesfall (Fernsehserie; Folge: Sondermüll)
- 2011: Anonymus
- 2011: Hotel Lux
- 2011: Die Vaterlosen
- 2012: Gegen Morgen
- 2013: SOKO Wien (Fernsehserie; Folge: Ausgeliefert)
- 2014: SOKO Stuttgart (Fernsehserie; Folge: Auf fremde Rechnung)
- 2014: SOKO Wismar (Fernsehserie; Folge: Das Wunder von Wismar)
- 2015: Buddha’s Little Finger
- 2016: Großstadtrevier (Fernsehserie; Folge: Glück im Spiel)
- 2016: SOKO Leipzig (Fernsehserie; Folge: Der Strahl)
- 2017: Hunny Bunny (Kurzfilm)
- 2018: SOKO Kitzbühel (Fernsehserie; Folge: Mord mit ?)
- 2019: Der Boden unter den Füßen
- 2024: Die Ermittlung